# Go ai XVI Giochi asiatici - Torneo maschile
La competizione di Go maschile a squadre ai XVI Giochi asiatici di Guangzhou, Cina, si è disputata tra il 23 il 26 novembre 2010 nel Guangzhou Chess Institute. I tempi sono di un'ora ciascuno, più tre byo-yomi di 30 secondi.

## Programma
Tutti gli orari sono dati nel Tempo standard cinese (UTC+8)
| Data                        | Ora   | Evento  |
| --------------------------- | ----- | ------- |
| Martedì, 23 novembre 2010   | 09:30 | Turno 1 |
| Martedì, 23 novembre 2010   | 15:00 | Turno 2 |
| Mercoledì, 24 novembre 2010 | 09:30 | Turno 3 |
| Mercoledì, 24 novembre 2010 | 15:00 | Turno 4 |
| Giovedì, 25 novembre 2010   | 09:30 | Turno 5 |
| Giovedì, 25 novembre 2010   | 15:00 | Turno 6 |
| Venerdì, 26 novembre 2010   | 09:30 | Turno 7 |
| Venerdì, 26 novembre 2010   | 15:00 | Finali  |

## Risultati

### Turni preliminari

#### Classifica
| Posizione | Squadra       | Turno | Turno | Turno | Turno | Turno | Turno | Turno | Totale | PP |
| Posizione | Squadra       | 1     | 2     | 3     | 4     | 5     | 6     | 7     | Totale | PP |
| --------- | ------------- | ----- | ----- | ----- | ----- | ----- | ----- | ----- | ------ | -- |
| 1         | Corea del Sud | 2     | 2     | 2     | 2     | 2     | 2     | 2     | 14     | 62 |
| 2         | Cina          | 2     | 0     | 2     | 2     | 2     | 2     | 2     | 12     | 56 |
| 3         | Taipei        | 2     | 2     | 0     | 0     | 2     | 2     | 2     | 10     | 50 |
| 4         | Giappone      | 2     | 2     | 2     | 2     | 0     | 0     | 0     | 8      | 50 |
| 5         | Tailandia     | 0     | 2     | 2     | 0     | 0     | 0     | 2     | 6      | 26 |
| 6         | Vietnam       | 0     | 0     | 0     | 0     | 2     | 2     | 0     | 4      | 20 |
| 7         | Malaysia      | 0     | 0     | 0     | 2     | 0     | 0     | 0     | 2      | 16 |

#### Turno 1
|                              | Risultato |                  |
| ---------------------------- | --------- | ---------------- |
| Cina                         | 10–0      | Bye              |
| Corea del Sud                | 10–0      | Vietnam          |
| Kang Dong-yun                | 2–0       | Hoàng Nam Thắng  |
| Lee Se-dol                   | 2–0       | Phạm Minh Quang  |
| Cho Han-seung                | 2–0       | Nguyễn Mạnh Linh |
| Park Jung-hwan               | 2–0       | Bùi Lê Khánh Lâm |
| Choi Cheol-han               | 2–0       | Đỗ Khánh Bình    |
| Taipei                       | 10–0      | Malaysia         |
| Cho U                        | 2–0       | Teng Boon Ping   |
| Wang Ming-wan                | 2–0       | Zaid Zulkifli    |
| Chen Shih-yuan               | 2–0       | Tiong Kee Soon   |
| Lin Chih-han                 | 2–0       | Orpheus Leong    |
| Hsiao Cheng-hao              | 2–0       | Kew Chien Chong  |
| Tailandia                    | 0–10      | Giappone         |
| Vorawat Charoensitthisathien | 0–2       | Keigo Yamashita  |
| Nuttakrit Taechaamnuayvit    | 0–2       | Yuta Iyama       |
| Rit Bencharit                | 0–2       | Shinji Takao     |
| Ruechagorn Trairatananusorn  | 0–2       | Kimio Yamada     |
| Apidet Jirasophin            | 0–2       | Jiro Akiyama     |

#### Turno 2
|                  | Risultato |                              |
| ---------------- | --------- | ---------------------------- |
| Bye              | 0–10      | Giappone                     |
| Malaysia         | 2–8       | Tailandia                    |
| Teng Boon Ping   | 2–0       | Vorawat Charoensitthisathien |
| Zaid Zulkifli    | 0–2       | Rit Bencharit                |
| Tiong Kee Soon   | 0–2       | Ruechagorn Trairatananusorn  |
| Orpheus Leong    | 0–2       | Apidet Jirasophin            |
| Kew Chien Chong  | 0–2       | Theera Rungruangtaweepong    |
| Vietnam          | 0–10      | Taipei                       |
| Hoàng Nam Thắng  | 0–2       | Cho U                        |
| Phạm Minh Quang  | 0–2       | Wang Ming-wan                |
| Nguyễn Mạnh Linh | 0–2       | Chen Shih-yuan               |
| Bùi Lê Khánh Lâm | 0–2       | Lin Chih-han                 |
| Đỗ Khánh Bình    | 0–2       | Hsiao Cheng-hao              |
| Cina             | 2–8       | Corea del Sud                |
| Chang Hao        | 0–2       | Lee Chang-ho                 |
| Gu Li            | 0–2       | Kang Dong-yun                |
| Kong Jie         | 2–0       | Lee Se-dol                   |
| Xie He           | 0–2       | Cho Han-seung                |
| Zhou Ruiyang     | 0–2       | Park Jung-hwan               |

#### Turno 3
|                              | Risultato |                  |
| ---------------------------- | --------- | ---------------- |
| Corea del Sud                | 10–0      | Bye              |
| Taipei                       | 2–8       | Cina             |
| Cho U                        | 2–0       | Chang Hao        |
| Wang Ming-wan                | 0–2       | Gu Li            |
| Chen Shih-yuan               | 0–2       | Liu Xing         |
| Lin Chih-han                 | 0–2       | Kong Jie         |
| Hsiao Cheng-hao              | 0–2       | Zhou Ruiyang     |
| Tailandia                    | 6–4       | Vietnam          |
| Vorawat Charoensitthisathien | 0–2       | Hoàng Nam Thắng  |
| Nuttakrit Taechaamnuayvit    | 2–0       | Phạm Minh Quang  |
| Rit Bencharit                | 2–0       | Nguyễn Mạnh Linh |
| Ruechagorn Trairatananusorn  | 2–0       | Bùi Lê Khánh Lâm |
| Apidet Jirasophin            | 0–2       | Đỗ Khánh Bình    |
| Giappone                     | 10–0      | Malaysia         |
| Keigo Yamashita              | 2–0       | Teng Boon Ping   |
| Yuta Iyama                   | 2–0       | Zaid Zulkifli    |
| Satoshi Yuki                 | 2–0       | Tiong Kee Soon   |
| Kimio Yamada                 | 2–0       | Orpheus Leong    |
| Jiro Akiyama                 | 2–0       | Kew Chien Chong  |

#### Turno 4
|                  | Risultato |                              |
| ---------------- | --------- | ---------------------------- |
| Bye              | 0–10      | Malaysia                     |
| Vietnam          | 0–10      | Giappone                     |
| Hoàng Nam Thắng  | 0–2       | Keigo Yamashita              |
| Phạm Minh Quang  | 0–2       | Yuta Iyama                   |
| Nguyễn Mạnh Linh | 0–2       | Satoshi Yuki                 |
| Bùi Lê Khánh Lâm | 0–2       | Kimio Yamada                 |
| Đỗ Khánh Bình    | 0–2       | Jiro Akiyama                 |
| Cina             | 8–2       | Tailandia                    |
| Chang Hao        | 2–0       | Vorawat Charoensitthisathien |
| Gu Li            | 2–0       | Nuttakrit Taechaamnuayvit    |
| Liu Xing         | 0–2       | Rit Bencharit                |
| Kong Jie         | 2–0       | Ruechagorn Trairatananusorn  |
| Zhou Ruiyang     | 2–0       | Theera Rungruangtaweepong    |
| Corea del Sud    | 8–2       | Taipei                       |
| Kang Dong-yun    | 0–2       | Cho U                        |
| Lee Se-dol       | 2–0       | Chen Shih-yuan               |
| Cho Han-seung    | 2–0       | Lin Chih-han                 |
| Park Jung-hwan   | 2–0       | Hsiao Cheng-hao              |
| Choi Cheol-han   | 2–0       | Chou Chun-hsun               |

#### Turno 5
|                              | Risultato |                  |
| ---------------------------- | --------- | ---------------- |
| Taipei                       | 10–0      | Bye              |
| Tailandia                    | 0–10      | Corea del Sud    |
| Vorawat Charoensitthisathien | 0–2       | Kang Dong-yun    |
| Nuttakrit Taechaamnuayvit    | 0–2       | Lee Se-dol       |
| Rit Bencharit                | 0–2       | Cho Han-seung    |
| Apidet Jirasophin            | 0–2       | Park Jung-hwan   |
| Theera Rungruangtaweepong    | 0–2       | Choi Cheol-han   |
| Giappone                     | 2–8       | Cina             |
| Keigo Yamashita              | 2–0       | Gu Li            |
| Yuta Iyama                   | 0–2       | Liu Xing         |
| Shinji Takao                 | 0–2       | Kong Jie         |
| Satoshi Yuki                 | 0–2       | Xie He           |
| Kimio Yamada                 | 0–2       | Zhou Ruiyang     |
| Malaysia                     | 4–6       | Vietnam          |
| Teng Boon Ping               | 0–2       | Hoàng Nam Thắng  |
| Zaid Zulkifli                | 2–0       | Phạm Minh Quang  |
| Tiong Kee Soon               | 0–2       | Nguyễn Mạnh Linh |
| Orpheus Leong                | 0–2       | Bùi Lê Khánh Lâm |
| Kew Chien Chong              | 2–0       | Đỗ Khánh Bình    |

#### Turno 6
|                 | Risultato |                              |
| --------------- | --------- | ---------------------------- |
| Bye             | 0–10      | Vietnam                      |
| Cina            | 10–0      | Malaysia                     |
| Chang Hao       | 2–0       | Teng Boon Ping               |
| Gu Li           | 2–0       | Zaid Zulkifli                |
| Kong Jie        | 2–0       | Tiong Kee Soon               |
| Xie He          | 2–0       | Orpheus Leong                |
| Zhou Ruiyang    | 2–0       | Kew Chien Chong              |
| Corea del Sud   | 6–4       | Giappone                     |
| Lee Chang-ho    | 0–2       | Keigo Yamashita              |
| Lee Se-dol      | 0–2       | Yuta Iyama                   |
| Cho Han-seung   | 2–0       | Shinji Takao                 |
| Park Jung-hwan  | 2–0       | Satoshi Yuki                 |
| Choi Cheol-han  | 2–0       | Kimio Yamada                 |
| Taipei          | 10–0      | Tailandia                    |
| Cho U           | 2–0       | Vorawat Charoensitthisathien |
| Chen Shih-yuan  | 2–0       | Nuttakrit Taechaamnuayvit    |
| Lin Chih-han    | 2–0       | Rit Bencharit                |
| Hsiao Cheng-hao | 2–0       | Ruechagorn Trairatananusorn  |
| Chou Chun-hsun  | 2–0       | Apidet Jirasophin            |

#### Turno 7
|                  | Risultato |                 |
| ---------------- | --------- | --------------- |
| Tailandia        | 10–0      | Bye             |
| Giappone         | 4–6       | Taipei          |
| Keigo Yamashita  | 0–2       | Cho U           |
| Yuta Iyama       | 2–0       | Wang Ming-wan   |
| Satoshi Yuki     | 2–0       | Lin Chih-han    |
| Kimio Yamada     | 0–2       | Hsiao Cheng-hao |
| Jiro Akiyama     | 0–2       | Chou Chun-hsun  |
| Malaysia         | 0–10      | Corea del Sud   |
| Teng Boon Ping   | 0–2       | Kang Dong-yun   |
| Zaid Zulkifli    | 0–2       | Lee Se-dol      |
| Tiong Kee Soon   | 0–2       | Cho Han-seung   |
| Orpheus Leong    | 0–2       | Park Jung-hwan  |
| Kew Chien Chong  | 0–2       | Choi Cheol-han  |
| Vietnam          | 0–10      | Cina            |
| Hoàng Nam Thắng  | 0–2       | Chang Hao       |
| Phạm Minh Quang  | 0–2       | Liu Xing        |
| Nguyễn Mạnh Linh | 0–2       | Kong Jie        |
| Bùi Lê Khánh Lâm | 0–2       | Xie He          |
| Đỗ Khánh Bình    | 0–2       | Zhou Ruiyang    |

### Finali
La finale per la medaglia d'oro è stata disputata tra le squadre arrivata prima e seconda, mentre le squadre arrivate terza e quarta in classifica hanno disputato la finale per la medaglia di bronzo.

#### Finale per la medaglia di bronzo
|                 | Risultato |                 |
| --------------- | --------- | --------------- |
| Taipei          | 4–6       | Giappone        |
| Cho U           | 2–0       | Keigo Yamashita |
| Chen Shih-yuan  | 0–2       | Yuta Iyama      |
| Lin Chih-han    | 2–0       | Shinji Takao    |
| Hsiao Cheng-hao | 0–2       | Satoshi Yuki    |
| Chou Chun-hsun  | 0–2       | Jiro Akiyama    |

#### Finale per la medaglia d'oro
|                | Risultato |              |
| -------------- | --------- | ------------ |
| Corea del Sud  | 8–2       | Cina         |
| Lee Chang-ho   | 2–0       | Gu Li        |
| Kang Dong-yun  | 2–0       | Liu Xing     |
| Lee Se-dol     | 0–2       | Kong Jie     |
| Park Jung-hwan | 2–0       | Xie He       |
| Choi Cheol-han | 2–0       | Zhou Ruiyang |